# Anthyllis cytisoides
Anthyllis cytisoides L., conhecida pelos nomes comuns de albaide e pontinha-de-osga, é uma espécie arbustiva da família Fabaceae (leguminosas). A espécie tem distribuição natural nas costas mediterrânicas da Península Ibérica, desde a Catalunha até Cádis, nas Baleares e no norte de África. Ocorre também na África do Sul.

## Descrição
A. cytisoides é um semiarbusto que atingir até 90 cm de altura, com numerosos ramos, folhas trifoliadas de coloração verde-acinzentada. As flores, de cor amarelo-pálido, ocorrem agrupadas em inflorescências espiciformes distribuídas ao longo dos ramos. O cálice é recoberto de tricomas. O fruto é uma vagem ovalada e punteaguda, com uma única semente.
A espécie tem como habitat os matos secos (garriga) em encostas soalheiras da região mediterrânica, desenvolvendo-se bem sobre solos secos e calcários. Resiste bem à seca, mas não tolera as geadas, razão pela qual não se afasta da região costeira.
A planta apresenta toxicidade para humanos. Tem sido utilizada como planta medicinal, sendo utilizada tradicionalmente em remédios destinados a tratar a asma e os resfriados.
Para além dos seus usos em medicina tradicional, foi utilizado como lenha e os seus ramos finos e flexíveis para fazer os suportes utilizados na criação de bichos da seda e para a confecção de escovas.